# Montezumia leprieurii
Montezumia leprieurii är en stekelart som först beskrevs av Spinosa 1841.  Montezumia leprieurii ingår i släktet Montezumia och familjen Eumenidae. Inga underarter finns listade i Catalogue of Life.